# Резолюция Совета Безопасности ООН 1068
Резолюция Совета Безопасности Организации Объединённых Наций 1068 (код — S/RES/1068), принятая 30 июля 1996 года, сославшись на предыдущие резолюции по Израилю и Ливану, включая 501 (1982), 508 (1982), 509 (1982) и 520 (1982), а также изучив доклад Генерального секретаря ООН Бутроса Бутроса-Гали о Временных силах Организации Объединённых Наций в Ливане (ВСООНЛ), утвержденный в 426 (1978), Совет постановил продлить мандат ВСООНЛ ещё на шесть месяцев до 31 января 1997 года.
Затем Совет вновь подтвердил мандат Сил и просил Генерального секретаря продолжить переговоры с правительством Ливана и другими заинтересованными сторонами в отношении выполнения резолюций 425 (1978) и 426 (1978) и представить соответствующий доклад. Было выражено удовлетворение по поводу завершения мер по рационализации деятельности ВСООНЛ и высказано пожелание о дальнейшей экономии средств, отметив при этом, что оперативный потенциал Сил не должен пострадать.